# Narnia Krónikái: Az oroszlán, a boszorkány és a ruhásszekrény (filmzene)
A Narnia Krónikái: Az oroszlán, a boszorkány és a ruhásszekrény az azonos című film zenéje. A filmzenét Harry Gregson-Williams szerezte, mely 2005. december 13-án jelent meg.

## A filmzenéről
Annak érdekében, hogy teljesítse a rajongók magas elvárásait Harry Gregson-Williams a 75 tagú  Hollywood Studio Symphony Orchestrát alkalmazta egy masszív 140 tagú kórus (a londoni Abbey Road Studiosból) és számos más szóló zenész mellett. Ő szerezte az eredeti zenét és 2005 késő szeptemberétől kezdve kora novemberéig a Hollywood Orchestra vezénylésével és az angol kórus felügyelésével töltötte idejét. 
Harry Gregson-Williams saját bevallása szerint több, mint 100 percnyi zenét komponált az eredeti zenéhez, habár kevesebb, mint 60 percet tesz ki a végső változat. A rajongók reménykednek egy bővített filmzene kiadásban, habár Gregson-Williams még nem célzott, arra, hogy tervei közt szerepelne és a bővített filmzene kiadások ritkák. Csak néhány film büszkélkedhetik vele (beleértve a Titanicot, a Gladiátort, a Rettenthetetlent, A Gyűrűk Ura: A Gyűrű Szövetségét és A két tornyot).
A zene a vezérmotívumok sok felhasználási módját felsorakoztatja. A legkiemelkedőbbek a Pevensie-gyerekek motívuma, magának, Narniának a saját motívuma és a „Hősi motívum”. Ez utóbbi azonban nem hallható a 9. számig („To Aslan's Camp”).
A filmzenealbum tartalmazza a „Wunderkind” című számot, melyet Alanis Morissette írt és három nap alatt vettek fel. Az ő szavaival élve, miután megnézte a film első vágását a dal „úgy tünt, hogy csak úgy árad [tőlem]” és „valóban mélyen megérint”.

## Visszhang
Kritikusok megjósolták, hogy Williams munkája az írásban, a zeneszerzésben és a vezénylésben egy gazdag, etnikai és merészen hangszerelt filmzenét eredményez, melyet az album sikere igazol. És csakugyan, a Narnia nagy hűhót keltett az Amazon.com-on az egyik legnépszerűbb ott árult termékké válva még megjelenése után tíz nappal is. Hasonlóképpen, a filmzene a 43. helyen debütált a Billboard 200-on Archiválva 2009. május 27-i dátummal a Wayback Machine-ben, 20 000 eladott példányszámmal az első héten. Második hetében az eredetileg pop/rock/rap uralta slágerlista 65. helyére ugrott.  Azonban – a film szünidei sikerét ugródeszkaként használva – az 57. pozíciót is elfoglalhatta a harmadik héten, mielőtt kissé lentebb süllyedt a negyedik héten az 59. helyre. A „Wunderkind”-et önállóan Japánban a rádiókban is játszották és elérte a harmincötödik helyezést a Tokio Hot 100 slágerlistán.
A filmzene két Golden Globe-jelölést kapott, a legjobb eredeti filmzene és legjobb eredeti film betétdal („Wunderkind”) kategóriában.

## Számlista
1. The Blitz, 1940 [1940 – a lerohanás] – 2:32
2. Evacuating London [London kiürítése] – 3:38
3. The Wardrobe [A ruhásszekrény] – 2:54
4. Lucy Meets Mr. Tumnus [Lucy találkozik Tumnus úrral]– 4:10
5. A Narnia Lullaby [Egy narniai altatódal] – 1:12
6. The White Witch [A Fehér Boszorkány] – 5:30
7. From Western Woods To Beaversdam [A Nyugati erdőségből Hódlakba] – 3:34
8. Father Christmas [Télapó] – 3:20
9. To Aslan's Camp [Aslan táborába] – 3:12
10. Knighting Peter [Peter lovaggá ütése] – 3:48
11. The Stone Table [A Kőasztal] – 8:06
12. The Battle [A csata] – 7:08
13. Only The Beginning Of The Adventure [Csak a kaland kezdete] – 5:32
14. Can't Take It In [Nem veszem be] (Imogen Heap) – 4:42
15. Wunderkind [Csodagyerek] (Alanis Morissette) – 5:19
16. Winter Light [Téli fény] (Tim Finn) – 4:13
17. Where [Hol] (Lisbeth Scott) – 1:54 (nem szerepelt a filmben)

### Bónusz DVD
Ugyanazon a napon megjelent egy különleges kiadás is, mely egy bónusz DVD-t is tartalmazott a következő extrákkal:
- A film képtára
- Látványtervek galériája
- Narnia varázsa mögött: A zene jellemzése Harry Gregson-Williamsszel
- Bepillantás a Sparrow Records Music Inspired By zenéjébe

## Zenészek
A filmzene elkészítésében részt vevő zenészek.
- Szerezte: Harry Gregson-Williams (beleértve a 14. „Can't Take it In” c. számot)
- Vezényelte: Harry Gregson-Williams
- Előadó zenekar: The Hollywood Studio Symphony
- Kórus: a 140 tagú Abbey Road Studios Kórus
- Szóló vokalista: Lisbeth Scott (felvétel a Wavecrest Studioban)
- Elektromoshegedű-művész: Hugh Marsh (felvétel a Wavecrest Studioban)
- Duduk játékos: Chris Bleth („Narnia Lullaby”)

## Fordítás
- Ez a szócikk részben vagy egészben  a   The Chronicles of Narnia: The Lion, the Witch and the Wardrobe (soundtrack) című angol Wikipédia-szócikk ezen változatának fordításán alapul.  Az eredeti cikk szerkesztőit annak laptörténete sorolja fel. Ez a jelzés csupán a megfogalmazás eredetét és a szerzői jogokat jelzi, nem szolgál a cikkben szereplő információk forrásmegjelöléseként.